# Trưng cầu dân ý độc lập Bougainville 2019
Một cuộc trưng cầu dân ý độc lập không ràng buộc đã được tổ chức tại Bougainville, một khu tự trị của Papua New Guinea, từ ngày 23 tháng 11 đến ngày 7 tháng 12 năm 2019. Câu hỏi trưng cầu dân ý là sự lựa chọn giữa quyền tự trị lớn hơn ở Papua New Guinea hay độc lập hoàn toàn, các cử tri đã bỏ phiếu áp đảo (98,31%) cho quyền độc lập.
Cuộc trưng cầu dân ý là kết quả của thỏa thuận năm 2001 giữa chính phủ Papua New Guinea và chính phủ tự trị Bougainville để chấm dứt cuộc nội chiến từ năm 1988 đến 1998. Cuộc bỏ phiếu không ràng buộc và Chính phủ Papua New Guinea sẽ có tuyên bố cuối cùng đối với Bougainville. Các nhà quan sát đã tuyên bố kết quả rõ ràng khiến Papua New Guinea không thể bỏ qua hoặc trì hoãn, nhưng sự độc lập của Bougainville có thể mất nhiều năm để đạt được.

## Bối cảnh
- Bài chi tiết: Nội chiến Bougainville

Papua New Guinea độc lập khỏi Úc vào năm 1975, và Bougainville được trao tư cách tỉnh năm 1976. Năm 1988, căng thẳng nổ ra cuộc nội chiến giữa Quân đội Cách mạng Bougainville và lực lượng chính phủ Papua New Guinea. Một vấn đề quan trọng của xung đột là mỏ Panguna, đã bị đóng cửa vào năm 1989.
Cuộc nội chiến kết thúc bằng lệnh ngừng bắn vào năm 1998, sau đó là Thỏa thuận hòa bình Bougainville từ năm 2001. Thỏa thuận thành lập Chính phủ Bougainville tự trị, và bắt buộc trưng cầu dân ý về sự độc lập của Bougainville nhiều năm sau cuộc bầu cử của Chính phủ Bougainville tự trị đầu tiên, muộn nhất là vào tháng 6 năm 2020. Cuộc trưng cầu dân ý sẽ không ràng buộc, và tuyên bố cuối cùng sẽ thuộc về chính phủ Papua New Guinea.
Vào tháng 11 năm 2019, Raymond Masono, Phó Chủ tịch Khu tự trị Bougainville đã vận động rằng ông sẽ lên kế hoạch mở lại mỏ Panguna nếu cuộc trưng cầu dân ý dẫn đến bỏ phiếu độc lập. Mỏ này đóng cửa năm 1989 do cuộc nội chiến và hiện được ước tính nắm giữ lượng đồng trị giá tới 60 tỷ USD. Với việc có được độc lập, tất cả các lợi ích của Papua New Guinea liên quan mỏ sẽ chuyển sang Bougainville, chia sẻ 60% cho tất cả các dự án và giữ lại tất cả các giấy phép khai thác. 40% còn lại sẽ được để lại cho các nhà đầu tư đấu thầu.

## Lập kế hoạch
Cuộc bỏ phiếu ban đầu được lên kế hoạch vào ngày 15 tháng 6 năm 2019, nhưng đã bị trì hoãn đến ngày 17 tháng 10 trong bối cảnh diễn ra cáo buộc chính phủ quốc gia chậm cung cấp hầu hết kinh phí đã hứa cho cuộc trưng cầu dân ý. Cuộc trưng cầu dân ý đã bị trì hoãn một lần nữa đến ngày 23 tháng 11 theo yêu cầu của Ủy ban trưng cầu dân ý Bougainville nhằm đảm bảo uy tín của cuộc trưng cầu dân ý để nhiều người có thể bỏ phiếu. Cả hai chính phủ cho biết sự chậm trễ này sẽ là lần cuối cùng. Việc bỏ phiếu đã được lên kế hoạch diễn ra trong hai tuần, từ 23 tháng 11 đến 7 tháng 12.
Cuộc bỏ phiếu gặp rất nhiều khó khăn để tổ chức, với phần lớn dân số ở các thôn và làng nhỏ, khoảng một nửa dân số không biết chữ.
Vào tháng 10 năm 2018, cựu "taoiseach" của Ireland là Bertie Aotta đã được chỉ định làm chủ tịch Ủy ban trưng cầu dân ý Bougainville, chịu trách nhiệm chuẩn bị trưng cầu dân ý.

### Cử tri
Vào tháng 11, BRC đã hoàn thành "danh sách cử tri được chứng nhận" chính thức sẽ được sử dụng cho việc bỏ phiếu của cuộc trưng cầu dân ý. Số cử tri cuối cùng đủ điều kiện là 206.731, trong tổng số gần 300.000 người. Những người đàn ông trải qua nghi thức "upe" được phép bỏ phiếu tại các trạm bỏ phiếu đặc biệt chỉ dành cho nam. Những người Bougainvilleans sống ở các khu vực khác của Papua New Guinea, hoặc ở Úc và Quần đảo Solomon cũng được phép bỏ phiếu.
| Khu vực bỏ phiếu               | Nam     | Nữ      | Không rõ giới tính | Tổng cộng |
| ------------------------------ | ------- | ------- | ------------------ | --------- |
| Cử tri cư trú tại Bougainville | 98,565  | 95,371  | 80                 | 194,016   |
| Cử tri bên ngoài Bougainville  | 6,846   | 5,844   | 25                 | 12,715    |
| Toàn bộ                        | 105,411 | 101,215 | 105                | 206,731   |

### Câu hỏi
Câu hỏi đặt ra cho cử tri là::
Bạn có đồng ý cho Bougainville: (1) Quyền tự trị lớn hơn (2) Độc lập hoàn toàn?

## Kết quả
Kết quả trưng cầu dân ý được công bố vào ngày 11/12. Hơn 98% số phiếu bầu hợp lệ ủng hộ độc lập. Trước cuộc bỏ phiếu, người ta kỳ vọng rằng lựa chọn độc lập sẽ giành chiến thắng, The Guardian báo cáo ước tính 90% ủng hộ độc lập.
Một quan chức báo cáo rằng cuộc trưng cầu dân ý đã "tốt đẹp hơn chúng ta mong đợi" và các cử tri rất nhiệt tình, trong khi các nhà quan sát từ Đại học Divine Word nói rằng cuộc bỏ phiếu diễn ra trong bầu không khí ăn mừng.
| Lựa chọn                                   | Phiếu   | %      |
| ------------------------------------------ | ------- | ------ |
| Độc lập                                    | 176.928 | 98,31  |
| Quyền tự trị cao hơn                       | 3.043   | 1,69   |
| Phiếu hợp lệ                               | 179.971 | 99,94  |
| Phiếu không hợp lệ hoặc trắng              | 1.096   | 0,61   |
| Tổng số phiếu                              | 181.067 | 100,00 |
| Cử tri đã đăng ký và bỏ phiếu              | 206.731 | 87,59  |
| Nguồn: Ủy ban trưng cầu dân ý Bougainville |         |        |

| \| Phiếu \| Phiếu \| Phiếu \| Phiếu \| Phiếu \| \| -------------------- \| -------------------- \| ----- \| ------ \| ------ \| \| \| \| \| \| \| \| Độc lập \| Độc lập \| \| 98.31% \| 98.31% \| \| Quyền tự trị lớn hơn \| Quyền tự trị lớn hơn \| \| 1.69% \| 1.69% \| |                      |  |        |        |
| Phiếu |                      |  |        |        |
| |                      |  |        |        |
| Độc lập | Độc lập              |  | 98.31% | 98.31% |
| Quyền tự trị lớn hơn | Quyền tự trị lớn hơn |  | 1.69%  | 1.69%  |

## Hậu quả
Sau thông báo về kết quả, John Momis, Chủ tịch Khu tự trị Bougainville nói rằng "ít nhất là về mặt tâm lý, chúng tôi cảm thấy được giải phóng". Bộ trưởng Bougainville của Papua New Guinea Puka Temu nói rằng "kết quả là một điều đáng tin cậy", nhưng nói rằng Papua New Guinea nên có thời gian để đón nhận kết quả. Vì cuộc trưng cầu dân ý là không ràng buộc, sự độc lập sẽ cần được đàm phán giữa các nhà lãnh đạo từ Bougainville và Papua New Guinea. Quyết định cuối cùng về tình trạng của Bougainville phụ thuộc vào Quốc hội Papua New Guinea. Rod McGuirk của Time lưu ý rằng "để trở thành một quốc gia riêng biệt có thể mất nhiều năm để đạt được."
Thủ tướng Papua New Guinea James Marape thừa nhận kết quả trưng cầu dân ý và tuyên bố rằng ông sẽ cam kết với chính phủ của ông phát triển "một bản đồ dẫn đến một giải pháp hòa bình lâu dài" khi tham khảo ý kiến với chính quyền Bougainville. Các quan chức Papua New Guinea lo ngại rằng nền độc lập của Bougainvillean sẽ tạo tiền lệ cho các phong trào ly khai bắt chước ở các tỉnh khác như Đông New Britain, New Ireland và Enga.
Jonathan Pryke, giám đốc chương trình Quần đảo Thái Bình Dương tại Viện Lowy ở Sydney tuyên bố rằng kết quả trưng cầu dân ý là bất lợi cho Papua New Guinea, nói thêm rằng "Nếu chỉ có một đa số thấp hơn, giả sử mức 55 hoặc 65%, chính phủ PNG Papua New Guinea có thể có tìm ra cách để biện minh cho việc thực sự kéo dài điều này và có một thời gian đàm phán có thể kéo dài nhiều năm hoặc nhiều thập kỷ. Bây giờ với đa số phi thường như vậy, họ khó khăn hơn nhiều để làm điều đó."
Damien Cave của Thời báo New York đã báo cáo rằng cuộc trưng cầu dân ý sẽ là nguồn cảm hứng cho Tây Papua ở Indonesia và cho các cử tri trong cuộc trưng cầu dân ý ở New Caledonia năm 2020 để giành độc lập từ Pháp. Cave lưu ý rằng, cũng như các quốc gia Thái Bình Dương khác, Bougainville có thể sẽ cầu xin Úc và New Zealand hỗ trợ phát triển đất nước trong khi Trung Quốc và Hoa Kỳ sẽ đến hợp tác ngoại giao và kinh tế sau khi giành được độc lập. Trung Quốc đang tìm cách kết hợp một Bougainville độc lập vào Sáng kiến Một vành đai, Một con đường.